# Mers-sur-Indre
Mers-sur-Indre is een gemeente in het Franse departement Indre (regio Centre-Val de Loire) en telt 584 inwoners (1999). De plaats maakt deel uit van het arrondissement La Châtre. Het dorp is sinds 9 mei 2010 bevriend met de Nederlandse plaats Rumpt.

## Geografie
De oppervlakte van Mers-sur-Indre bedraagt 25,5 km², de bevolkingsdichtheid is 22,9 inwoners per km².
De onderstaande kaart toont de ligging van Mers-sur-Indre met de belangrijkste infrastructuur en aangrenzende gemeenten.

## Demografie
Onderstaande figuur toont het verloop van het inwonertal (bron: INSEE-tellingen).